# Wapen van de Centraal-Afrikaanse Republiek

Wapen van Centraal-Afrikaanse Republiek

Het wapen van de Centraal-Afrikaanse Republiek werd in 1963, een jaar na het uitroepen van de onafhankelijkheid, ingevoerd door de president David Dacko.

## Beschrijving
Het schild is in vieren gedeeld. De volgende elementen staan op het schild:
- Rechtsboven (op de afbeelding linksboven) een witte olifant op een groene achtergrond.
- Het vlak ernaast heeft een witte achtergrond waarop een Afrikaanse baobab afgebeeld is.
- Rechtsonder staan drie witte sterren met een gele achtergrond.
- In het laatste kwart staat een roodbruine hand die naar het midden van het schild wijst. De achtergrond van het vlak is donkerblauw.

Midden op het schild is een rood vierkant, met daarin een witte cirkel. Vervolgens staat hierin weer een donkerblauwe afbeelding van Afrika met daarop een gele ster.
Het schild wordt aan beide zijden geflankeerd door de vlag van de Centraal-Afrikaanse Republiek. Boven het schild is een halve, gele zon afgebeeld en onder het schild een eremedaille. Ten slotte staat er bovenaan en onderaan het wapen een band met een tekst. Bovenaan staat: Zo Kwe Zo (Elke mens is een mens) en onderaan: Unité – Dignité – Travail (Eenheid - Waardigheid - Arbeid).

## Symboliek
De olifant en de Afrikaanse baobab staan voor de natuur van het land en de economische ruggengraat. De roodbruine hand is de teken van de leidende politieke partij en de sterren staan voor de vele diamanten die gedolven worden. Het vierkant midden in het schild staat voor de centrale ligging van het land in Afrika. De zeventien zonnestralen staan voor de veertien prefecturen, twee economische prefecturen en de autonome hoofdstad van het land, Bangui.
Algerije · Angola · Benin · Botswana · Burkina Faso · Burundi · Centraal-Afrikaanse Republiek · Comoren · Congo-Brazzaville · Congo-Kinshasa · Djibouti · Egypte · Equatoriaal-Guinea · Eritrea · Ethiopië · Gabon · Gambia · Ghana · Guinee · Guinee-Bissau · Ivoorkust · Kaapverdië · Kameroen · Kenia · Lesotho · Liberia · Libië · Madagaskar · Malawi · Mali · Marokko · Mauritanië · Mauritius · Mozambique · Namibië · Niger · Nigeria · Oeganda · Rwanda · Sao Tomé en Principe · Senegal · Seychellen · Sierra Leone · Soedan · Somalië · Swaziland · Tanzania · Togo · Tsjaad · Tunesië · Westelijke Sahara · Zambia · Zimbabwe · Zuid-Afrika · Zuid-Soedan
Afhankelijke gebieden:
Brits Territorium in de Indische Oceaan · Canarische Eilanden · Ceuta · Melilla · Madeira · Mayotte · Réunion · Sint-Helena · Tristan da Cunha